# CKS1B
CKS1B (англ. CDC28 protein kinase regulatory subunit 1B) – білок, який кодується однойменним геном, розташованим у людей на короткому плечі 1-ї хромосоми.  Довжина поліпептидного ланцюга білка становить 79 амінокислот, а молекулярна маса — 9 660.
| 10         |  | 20         |  | 30         |  | 40         |  | 50         |
| ---------- |  | ---------- |  | ---------- |  | ---------- |  | ---------- |
| MSHKQIYYSD |  | KYDDEEFEYR |  | HVMLPKDIAK |  | LVPKTHLMSE |  | SEWRNLGVQQ |
| SQGWVHYMIH |  | EPEPHILLFR |  | RPLPKKPKK  |  |            |  |            |

A: Аланін

D: Аспарагінова кислота

E: Глутамінова кислота

F: Фенілаланін

G: Гліцин

H: Гістидин

I: Ізолейцин

K: Лізин

L: Лейцин

M: Метіонін

N: Аспарагін

P: Пролін

Q: Глутамін

R: Аргінін

S: Серин

T: Треонін

V: Валін

W: Триптофан

Задіяний у таких біологічних процесах як клітинний цикл, поділ клітини, ацетиляція. 